# Förrädarna
Förrädarna är ett underhållningsprogram på TV4. Programmet, som hade premiär den 2 september 2023, är baserat på den nederländska förlagan De Verraders. Denna har förutom i Nederländerna även visats i bland annat en amerikansk, en australisk, en brittisk, och en norsk version, och dessutom förväntas en finsk, en dansk och en tysk upplaga av programmet att ha premiär år 2023. Programmet spelas in på Häringe slott utanför Stockholm. Första säsongen sändes från den 2 september 2023 till den 21 oktober 2023. Förrädaren Katia Mosally vann och kammade därmed hem potten på 330 000 kr utan att ha fått en enda röst på sig under hela säsongen. Den andra säsongen hade premiär den 25 oktober 2024. Från och med säsong 2 visas programmet "Förrädarna - Gravkammaren", lett av Mosally, ett eftersnackprogram efter varje avsnitt av Förrädarna där eliminerade deltagare och deltagare från tidigare säsonger diskuterar spelet och får veta identiteterna på förrädarna.

## Upplägg
I TV-programmet tävlar runt 20 mer eller mindre kända personer i vad som beskrivs som ett "psykologiskt mordmysteriespel". Några av deltagarna utses som förrädare. Vem/vilka dessa är kommer att vara okänt för övriga deltagare, vilket innebär att man inte vet vilka man ska lita på. De övriga kallas trogna. Förutom äran kammar vinnaren också hem upp till 500 000 kronor. Storleken på vinstpotten beror på hur väl deltagarna lyckas i de tävlingar som genomförs. I nästan varje avsnitt "mördas" en trogen av förrädarna och i varje avsnitt förvisas (eller bannlyses) en deltagare i en omröstning bland deltagarna. Den som blir "mördad" eller förvisad måste lämna spelet omedelbart.
Tävlingarna som genomförs ger pengar till vinstpotten om gruppen lyckas. Både de trogna och förrädarna vill få så mycket pengar som möjligt, så alla vill att det ska gå så bra som möjligt i tävlingarna (till skillnad från Mullvaden, där man kan avslöja deltagarna genom att någon saboterar en tävling). Det är helt och hållet ett psykologiskt spel som kan avslöja förrädarna när deltagarna bildar pakter eller samarbetar genom att rösta på samma kandidat. Risken finns också att en förrädare försäger sig genom att veta för mycket. Förvisningen sker genom att deltagarna samlas på kvällen och röstar ut en deltagare. Den som blir förvisad berättar då om han/hon är en trogen eller en förrädare. De trogna försöker att rösta ut en förrädare, medan förrädarna vill lura de trogna att rösta ut en trogen. 
Under natten samlas förrädarna för att gemensamt besluta vem av de trogna som ska bli "mördad". Vissa dagar har någon av deltagarna vunnit en ”Sköld” i tävlingen. Om den som har skölden blir utsedd att mördas misslyckas försöket och personen är kvar i tävlingen. En grupp på 4 deltagare som har lyckats vinna tävlingen går in i ett rum där de får öppna varsin låda, varav bara en innehåller skölden. Förrädarna vet alltså att någon av dessa har skölden, men inte vem (om inte en förrädare har fått skölden).
Antingen 3 eller 4 förrädare utses från början av tävlingen, och när deras antal minskar kan de få chansen att ”förföra” en trogen, som då ställs inför valet att bli en förrädare eller att mördas. 
I sista avsnittet röstas kvarvarande ut till förvisning tills det återstår fyra deltagare. De som är kvar får sedan rösta på att avsluta spelet eller att förvisa en till. Om minst en deltagare väljer förvisning röstar man ut en av dem som är kvar. Detta upprepas tills alla kvarvarande spelare väljer att avsluta spelet eller det bara finns två deltagare kvar. När spelet avslutas delas vinstpotten upp. Finns det då en eller flera förrädare kvar, är det dessa som delar på potten. Är alla förrädare borta så blir det då de trogna som delar upp pengarna.

## Säsongsöversikt
| Säsong   | Sändningsdatum              | Vinnare                                   | Roll      | Programledare  | Inspelningsplats |
| -------- | --------------------------- | ----------------------------------------- | --------- | -------------- | ---------------- |
| Säsong 1 | 2 september–21 oktober 2023 | Katia Mosally                             | Förrädare | Dragomir Mrsic | Häringe slott    |
| Säsong 2 | 25 oktober–13 december 2024 | Kelda Stagg Nadim Ghazale Thomas Bodström | Förrädare | Dragomir Mrsic | Häringe slott    |
| Säsong 3 | 24 april–12 juni 2025       | Kaeli Abdi Samir Badran                   | Trogen    | Dragomir Mrsic | Häringe slott    |

## Säsong 1

### Deltagare
| Deltagare                                     | Anslutning | Resultat             |
| --------------------------------------------- | ---------- | -------------------- |
| Andreas Hamrén Österlund Medium               | Trogen     | "Mördad" (Avsnitt 1) |
| Lucas Simonsson Youtuber                      | Trogen     | Förvisad (Avsnitt 1) |
| Maxida Märak Aktivist & sångerska             | Trogen     | "Mördad" (Avsnitt 2) |
| Jonas Hallberg Stylist                        | Trogen     | Förvisad (Avsnitt 2) |
| Dominika Peczynski PR-konsult                 | Trogen     | "Mördad" (Avsnitt 3) |
| Jenny Rogneby Deckarförfattare                | Trogen     | Förvisad (Avsnitt 3) |
| Filip Kaspersen Lamprecht TV-profil           | Förrädare  | Förvisad (Avsnitt 4) |
| Marko Tuhkanen Advokat                        | Trogen     | "Mördad" (Avsnitt 5) |
| Jonas von Essen Minneskonstnär                | Trogen     | Förvisad (Avsnitt 5) |
| Feime Ileso Säljare & entreprenör             | Trogen     | "Mördad" (Avsnitt 6) |
| Mi Ridell Skådespelerska & kroppsspråksexpert | Förrädare  | Förvisad (Avsnitt 6) |
| Johanna Nordström Komiker & crime-fantast     | Trogen     | "Mördad" (Avsnitt 7) |
| Janne Josefsson Skjutjärnsreporter            | Trogen     | Förvisad (Avsnitt 7) |
| Hasse Aro Programledare                       | Trogen     | Förvisad (Avsnitt 8) |
| Nicci Hernestig Gamer                         | Trogen     | Förvisad (Avsnitt 8) |
| Claudia Galli Concha Skådespelerska           | Trogen     | Förvisad (Avsnitt 8) |
| Trogen Förrädare                              |            | Förvisad (Avsnitt 8) |
| Olivia Karlsson Tullinspektör                 | Trogen     | Tvåa (Avsnitt 8)     |
| Katia Mosally Marknadsförare & jurist         | Förrädare  | Vinnare (Avsnitt 8)  |

### Röstningshistorik
Anger vunnen sköld inför den kommande nattens mord. 
| Avsnitt            | Avsnitt              | 1                    | 2                    | 3                    | 3                    | 4                    | 5                    | 6                    | 7                    | 7                    | 8                    | 8                    | 8                    | 8                    | 8                    | 8                    |
| ------------------ | -------------------- | -------------------- | -------------------- | -------------------- | -------------------- | -------------------- | -------------------- | -------------------- | -------------------- | -------------------- | -------------------- | -------------------- | -------------------- | -------------------- | -------------------- | -------------------- |
| Förrädarnas beslut | Förrädarnas beslut   | Andreas              | Maxida               | Dominika             | Dominika             | Feime Jonas E. Marko | Marko                | Feime                | Claudia              | Johanna              | Ingen                | Ingen                | Ingen                | Ingen                | Ingen                | Ingen                |
| Förrädarnas beslut | Förrädarnas beslut   | Mord                 | Mord                 | Mord                 | Mord                 | Inför rätta          | Mord                 | Mord                 | Förförd              | Mord                 | Ingen                | Ingen                | Ingen                | Ingen                | Ingen                | Ingen                |
| Förvisning         | Förvisning           | Lucas                | Jonas H.             | Lika                 | Jenny                | Filip                | Jonas E.             | Mi                   | Janne                | Janne                | Hasse                | Förvisa              | Nicci                | Förvisa              | Claudia              | Ingen                |
| Röster             | Röster               | 9–8                  | 11–2–1–1             | 4–4–1–1–1–1–1        | 8-3                  | 8-3-1                | 8-1-1                | 6-2                  | 5-1                  | 5-1                  | 4-1                  | 4-0                  | 3-1                  | 3-0                  | 2-1                  | Ingen                |
|                    | Katia                | Jonas H.             | Jonas H.             | Jenny                | Jenny                | Filip                | Jonas E.             | Mi                   | Janne                | Janne                | Hasse                | Förvisa              | Nicci                | Förvisa              | Claudia              | Vinnare              |
|                    | Olivia               | Jonas H.             | Jonas H.             | Filip                | Jenny                | Filip                | Jonas E.             | Mi                   | Janne                | Janne                | Hasse                | Förvisa              | Nicci                | Förvisa              | Claudia              | Tvåa                 |
|                    | Claudia              | Lucas                | Jonas H.             | Jenny                | Jenny                | Filip                | Jonas E.             | Mi                   | Janne                | Janne                | Hasse                | Förvisa              | Nicci                | Förvisa              | Olivia               | Förvisad (Avsnitt 8) |
|                    | Nicci                | Lucas                | Jonas H.             | Mi                   | Jenny                | Filip                | Jonas E.             | Mi                   | Janne                | Janne                | Hasse                | Förvisa              | Olivia               | Förvisad (Avsnitt 8) | Förvisad (Avsnitt 8) | Förvisad (Avsnitt 8) |
| Hasse              | Lucas                | Mi                   | Feime                | Filip                | Filip                | Jonas E.             | Mi                   | Janne                | Janne                | Olivia               | Förvisad (Avsnitt 8) | Förvisad (Avsnitt 8) | Förvisad (Avsnitt 8) | Förvisad (Avsnitt 8) | Förvisad (Avsnitt 8) |                      |
| Janne              | Lucas                | Jonas H.             | Marko                | Jenny                | Olivia               | Jonas E.             | Hasse                | Hasse                | Hasse                | Förvisad (Avsnitt 7) | Förvisad (Avsnitt 7) | Förvisad (Avsnitt 7) | Förvisad (Avsnitt 7) | Förvisad (Avsnitt 7) | Förvisad (Avsnitt 7) |                      |
| Johanna            | Lucas                | Hasse                | Jenny                | Jenny                | Olivia               | Jonas E.             | Mi                   | "Mördad" (Avsnitt 7) | "Mördad" (Avsnitt 7) | "Mördad" (Avsnitt 7) | "Mördad" (Avsnitt 7) | "Mördad" (Avsnitt 7) | "Mördad" (Avsnitt 7) | "Mördad" (Avsnitt 7) | "Mördad" (Avsnitt 7) |                      |
|                    | Mi                   | Lucas                | Hasse                | Nicci                | Jenny                | Filip                | Nicci                | Hasse                | Förvisad (Avsnitt 6) | Förvisad (Avsnitt 6) | Förvisad (Avsnitt 6) | Förvisad (Avsnitt 6) | Förvisad (Avsnitt 6) | Förvisad (Avsnitt 6) | Förvisad (Avsnitt 6) | Förvisad (Avsnitt 6) |
|                    | Feime                | Jonas H.             | Jonas H.             | Filip                | Filip                | Filip                | Jonas E.             | "Mördad" (Avsnitt 6) | "Mördad" (Avsnitt 6) | "Mördad" (Avsnitt 6) | "Mördad" (Avsnitt 6) | "Mördad" (Avsnitt 6) | "Mördad" (Avsnitt 6) | "Mördad" (Avsnitt 6) | "Mördad" (Avsnitt 6) | "Mördad" (Avsnitt 6) |
| Jonas E.           | Jonas H.             | Jonas H.             | Olivia               | Jenny                | Janne                | Mi                   | Förvisad (Avsnitt 5) | Förvisad (Avsnitt 5) | Förvisad (Avsnitt 5) | Förvisad (Avsnitt 5) | Förvisad (Avsnitt 5) | Förvisad (Avsnitt 5) | Förvisad (Avsnitt 5) | Förvisad (Avsnitt 5) | Förvisad (Avsnitt 5) |                      |
| Marko              | Jonas H.             | Jonas H.             | Filip                | Filip                | Filip                | "Mördad" (Avsnitt 5) | "Mördad" (Avsnitt 5) | "Mördad" (Avsnitt 5) | "Mördad" (Avsnitt 5) | "Mördad" (Avsnitt 5) | "Mördad" (Avsnitt 5) | "Mördad" (Avsnitt 5) | "Mördad" (Avsnitt 5) | "Mördad" (Avsnitt 5) | "Mördad" (Avsnitt 5) |                      |
|                    | Filip                | Lucas                | Jonas H.             | Jenny                | Ingen                | Olivia               | Förvisad (Avsnitt 4) | Förvisad (Avsnitt 4) | Förvisad (Avsnitt 4) | Förvisad (Avsnitt 4) | Förvisad (Avsnitt 4) | Förvisad (Avsnitt 4) | Förvisad (Avsnitt 4) | Förvisad (Avsnitt 4) | Förvisad (Avsnitt 4) | Förvisad (Avsnitt 4) |
|                    | Jenny                | Jonas H.             | Jonas H.             | Filip                | Ingen                | Förvisad (Avsnitt 3) | Förvisad (Avsnitt 3) | Förvisad (Avsnitt 3) | Förvisad (Avsnitt 3) | Förvisad (Avsnitt 3) | Förvisad (Avsnitt 3) | Förvisad (Avsnitt 3) | Förvisad (Avsnitt 3) | Förvisad (Avsnitt 3) | Förvisad (Avsnitt 3) | Förvisad (Avsnitt 3) |
| Dominika           | Jonas H.             | Jonas H.             | "Mördad" (Avsnitt 3) | "Mördad" (Avsnitt 3) | "Mördad" (Avsnitt 3) | "Mördad" (Avsnitt 3) | "Mördad" (Avsnitt 3) | "Mördad" (Avsnitt 3) | "Mördad" (Avsnitt 3) | "Mördad" (Avsnitt 3) | "Mördad" (Avsnitt 3) | "Mördad" (Avsnitt 3) | "Mördad" (Avsnitt 3) | "Mördad" (Avsnitt 3) | "Mördad" (Avsnitt 3) |                      |
| Jonas H.           | Lucas                | Marko                | Förvisad (Avsnitt 2) | Förvisad (Avsnitt 2) | Förvisad (Avsnitt 2) | Förvisad (Avsnitt 2) | Förvisad (Avsnitt 2) | Förvisad (Avsnitt 2) | Förvisad (Avsnitt 2) | Förvisad (Avsnitt 2) | Förvisad (Avsnitt 2) | Förvisad (Avsnitt 2) | Förvisad (Avsnitt 2) | Förvisad (Avsnitt 2) | Förvisad (Avsnitt 2) |                      |
| Maxida             | Lucas                | "Mördad" (Avsnitt 2) | "Mördad" (Avsnitt 2) | "Mördad" (Avsnitt 2) | "Mördad" (Avsnitt 2) | "Mördad" (Avsnitt 2) | "Mördad" (Avsnitt 2) | "Mördad" (Avsnitt 2) | "Mördad" (Avsnitt 2) | "Mördad" (Avsnitt 2) | "Mördad" (Avsnitt 2) | "Mördad" (Avsnitt 2) | "Mördad" (Avsnitt 2) | "Mördad" (Avsnitt 2) | "Mördad" (Avsnitt 2) |                      |
| Lucas              | Jonas H.             | Förvisad (Avsnitt 1) | Förvisad (Avsnitt 1) | Förvisad (Avsnitt 1) | Förvisad (Avsnitt 1) | Förvisad (Avsnitt 1) | Förvisad (Avsnitt 1) | Förvisad (Avsnitt 1) | Förvisad (Avsnitt 1) | Förvisad (Avsnitt 1) | Förvisad (Avsnitt 1) | Förvisad (Avsnitt 1) | Förvisad (Avsnitt 1) | Förvisad (Avsnitt 1) | Förvisad (Avsnitt 1) |                      |
| Andreas            | "Mördad" (Avsnitt 1) | "Mördad" (Avsnitt 1) | "Mördad" (Avsnitt 1) | "Mördad" (Avsnitt 1) | "Mördad" (Avsnitt 1) | "Mördad" (Avsnitt 1) | "Mördad" (Avsnitt 1) | "Mördad" (Avsnitt 1) | "Mördad" (Avsnitt 1) | "Mördad" (Avsnitt 1) | "Mördad" (Avsnitt 1) | "Mördad" (Avsnitt 1) | "Mördad" (Avsnitt 1) | "Mördad" (Avsnitt 1) | "Mördad" (Avsnitt 1) |                      |

1. ↑  I början av avsnitt 7 förfördes Claudia från trogen till förrädare av Katia.
2. ↑  Istället för att välja ut en trogen som skulle "mördas", ombads förrädarna att ställa tre spelare inför rätta. Nästa natt skulle bara de tre spelarna vara aktuella för eliminering.
3. ↑  Katia övertalade Claudia att bli en förrädare.

## Säsong 2
Säsong 2 sändes varje fredag med start fredag 25 oktober 2024. Den 1 november 2024 hade eftersnacksprogrammet "Förrädarna – Gravkammaren" premiär, lett av första säsongsvinnaren Katia Mosally, där eliminerade deltagare och deltagare från första säsongen diskuterade spelet. Denna säsongen utökades antalet deltagare från föregående säsong, från 18 till 20 deltagare.
| Deltagare                                 | Anslutning       | Resultat             |
| ----------------------------------------- | ---------------- | -------------------- |
| Maria Wetterstrand Fd. politiker          | Trogen           | "Mördad" (Avsnitt 1) |
| Carl Déman Youtuber                       | Trogen           | Förvisad (Avsnitt 1) |
| Joakim Lundell Film- och TV-producent     | Trogen           | "Mördad" (Avsnitt 2) |
| Shervin Razani Entreprenör                | Trogen           | Förvisad (Avsnitt 2) |
| Marie Olsson Nylander Inredare & designer | Trogen           | "Mördad" (Avsnitt 3) |
| Marie Serneholt Artist & programledare    | Förrädare        | Förvisad (Avsnitt 3) |
| Marianne Eklöf Törnblom Operasångerska    | Förrädare        | Förvisad (Avsnitt 4) |
| Dona Hariri Jurist & strategisk rådgivare | Trogen           | Förvisad (Avsnitt 5) |
| Filip Dikmen Komiker                      | Trogen           | "Mördad" (Avsnitt 6) |
| Gabriella Lockwall Kroppsspråksexpert     | Trogen           | Förvisad (Avsnitt 6) |
| Liam Pitts MMA-fighter                    | Trogen           | "Mördad" (Avsnitt 7) |
| Niklas Källner Journalist                 | Trogen           | Förvisad (Avsnitt 7) |
| Ronny Svensson Filmkritiker               | Trogen           | "Mördad" (Avsnitt 8) |
| Anna Cramling Schackproffs & youtuber     | Trogen           | Förvisad (Avsnitt 8) |
| Anette Norberg Curlingspelare             | Trogen           | Förvisad (Avsnitt 8) |
| Emilia Hult Gamer                         | Trogen           | Förvisad (Avsnitt 8) |
| Bosse Andersson Sportchef DIF             | Trogen           | Förvisad (Avsnitt 8) |
| Kelda Stagg Kriminaltekniker              | Förrädare        | Vinnare (Avsnitt 8)  |
| Nadim Ghazale Verksamhetschef & fd. polis | Trogen Förrädare | Vinnare (Avsnitt 8)  |
| Thomas Bodström Advokat & fd. politiker   | Förrädare        | Vinnare (Avsnitt 8)  |

### Röstningshistorik
Anger vunnen sköld inför den kommande nattens mord. 
| Avsnitt            | Avsnitt              | 1                    | 2                    | 3                    | 4                         | 5                    | 6                    | 7                    | 8                    | 8                    | 8                    | 8                    | 8                    | 8                    |
| ------------------ | -------------------- | -------------------- | -------------------- | -------------------- | ------------------------- | -------------------- | -------------------- | -------------------- | -------------------- | -------------------- | -------------------- | -------------------- | -------------------- | -------------------- |
| Förrädarnas beslut | Förrädarnas beslut   | Maria                | Joakim               | Marie O.             | Anna Gabriella Liam Filip | Nadim                | Filip                | Liam                 | Ronny                | Ronny                | Ronny                | Ronny                | Ronny                | Ronny                |
| Förrädarnas beslut | Förrädarnas beslut   | Mord                 | Mord                 | Mord                 | Inför rätta               | Förförd              | Mord                 | Mord                 | Mord                 | Mord                 | Mord                 | Mord                 | Mord                 | Mord                 |
| Förvisning         | Förvisning           | Carl                 | Shervin              | Marie S.             | Marianne                  | Dona                 | Gabriella            | Niklas               | Anna                 | Anette               | Emilia               | Förvisa              | Bosse                | Ingen                |
| Röster             | Röster               | 13-2-2-1-1           | 7-6-3-1              | 12-1-1-1             | 12-2                      | 11-2-1               | 6-3-1-1              | 5-2-2                | 5-2                  | 5-1                  | 3-1-1                | Förvisa              | 3-1                  | Ingen                |
|                    | Kelda                | Carl                 | Shervin              | Marie S.             | Marianne                  | Gabriella            | Gabriella            | Niklas               | Anna                 | Anette               | Emilia               | Förvisa              | Bosse                | Vinnare              |
| Nadim              | Carl                 | Marie S.             | Marie S.             | Marianne             | Gabriella                 | Gabriella            | Niklas               | Anna                 | Anette               | Emilia               | Bosse                | Förvisa              |                      | Vinnare              |
| Thomas             | Carl                 | Shervin              | Marianne             | Marianne             | Dona                      | Gabriella            | Niklas               | Anna                 | Anette               | Emilia               | Bosse                | Förvisa              |                      | Vinnare              |
|                    | Bosse                | Carl                 | Marianne             | Marie S.             | Marianne                  | Dona                 | Gabriella            | Niklas               | Anna                 | Anette               | Kelda                | Förvisa              | Kelda                | Förvisad (Avsnitt 8) |
| Emilia             | Carl                 | Marie S.             | Marie S.             | Marianne             | Dona                      | Niklas               | Kelda                | Anette               | Anette               | Nadim                | Förvisad (Avsnitt 8) | Förvisad (Avsnitt 8) | Förvisad (Avsnitt 8) |                      |
| Anette             | Carl                 | Shervin              | Filip                | Marianne             | Dona                      | Gabriella            | Niklas               | Anna                 | Emilia               | Förvisad (Avsnitt 8) | Förvisad (Avsnitt 8) | Förvisad (Avsnitt 8) | Förvisad (Avsnitt 8) |                      |
| Anna               | Carl                 | Marie S.             | Marie S.             | Marianne             | Dona                      | Niklas               | Kelda                | Anette               | Förvisad (Avsnitt 8) | Förvisad (Avsnitt 8) | Förvisad (Avsnitt 8) | Förvisad (Avsnitt 8) | Förvisad (Avsnitt 8) |                      |
| Ronny              | Marie S.             | Shervin              | Marie S.             | Marianne             | Dona                      | Kelda                | Anette               | "Mördad" (Avsnitt 8) | "Mördad" (Avsnitt 8) | "Mördad" (Avsnitt 8) | "Mördad" (Avsnitt 8) | "Mördad" (Avsnitt 8) | "Mördad" (Avsnitt 8) |                      |
| Niklas             | Shervin              | Anna                 | Marie S.             | Marianne             | Dona                      | Gabriella            | Anette               | Förvisad (Avsnitt 7) | Förvisad (Avsnitt 7) | Förvisad (Avsnitt 7) | Förvisad (Avsnitt 7) | Förvisad (Avsnitt 7) | Förvisad (Avsnitt 7) |                      |
| Liam               | Marie S.             | Marie S.             | Marie S.             | Marianne             | Dona                      | Niklas               | "Mördad" (Avsnitt 7) | "Mördad" (Avsnitt 7) | "Mördad" (Avsnitt 7) | "Mördad" (Avsnitt 7) | "Mördad" (Avsnitt 7) | "Mördad" (Avsnitt 7) | "Mördad" (Avsnitt 7) |                      |
| Gabriella          | Shervin              | Shervin              | Marie S.             | Kelda                | Dona                      | Nadim                | Förvisad (Avsnitt 6) | Förvisad (Avsnitt 6) | Förvisad (Avsnitt 6) | Förvisad (Avsnitt 6) | Förvisad (Avsnitt 6) | Förvisad (Avsnitt 6) | Förvisad (Avsnitt 6) |                      |
| Filip              | Carl                 | Marie S.             | Marie S.             | Marianne             | Dona                      | "Mördad" (Avsnitt 6) | "Mördad" (Avsnitt 6) | "Mördad" (Avsnitt 6) | "Mördad" (Avsnitt 6) | "Mördad" (Avsnitt 6) | "Mördad" (Avsnitt 6) | "Mördad" (Avsnitt 6) | "Mördad" (Avsnitt 6) |                      |
| Dona               | Carl                 | Marianne             | Marie S.             | Marianne             | Niklas                    | Förvisad (Avsnitt 5) | Förvisad (Avsnitt 5) | Förvisad (Avsnitt 5) | Förvisad (Avsnitt 5) | Förvisad (Avsnitt 5) | Förvisad (Avsnitt 5) | Förvisad (Avsnitt 5) | Förvisad (Avsnitt 5) |                      |
|                    | Marianne             | Carl                 | Shervin              | Marie S.             | Kelda                     | Förvisad (Avsnitt 4) | Förvisad (Avsnitt 4) | Förvisad (Avsnitt 4) | Förvisad (Avsnitt 4) | Förvisad (Avsnitt 4) | Förvisad (Avsnitt 4) | Förvisad (Avsnitt 4) | Förvisad (Avsnitt 4) | Förvisad (Avsnitt 4) |
| Marie S.           | Carl                 | Shervin              | Anna                 | Förvisad (Avsnitt 3) | Förvisad (Avsnitt 3)      | Förvisad (Avsnitt 3) | Förvisad (Avsnitt 3) | Förvisad (Avsnitt 3) | Förvisad (Avsnitt 3) | Förvisad (Avsnitt 3) | Förvisad (Avsnitt 3) | Förvisad (Avsnitt 3) | Förvisad (Avsnitt 3) |                      |
|                    | Marie O.             | Carl                 | Marie S.             | "Mördad" (Avsnitt 3) | "Mördad" (Avsnitt 3)      | "Mördad" (Avsnitt 3) | "Mördad" (Avsnitt 3) | "Mördad" (Avsnitt 3) | "Mördad" (Avsnitt 3) | "Mördad" (Avsnitt 3) | "Mördad" (Avsnitt 3) | "Mördad" (Avsnitt 3) | "Mördad" (Avsnitt 3) | "Mördad" (Avsnitt 3) |
| Shervin            | Carl                 | Marianne             | Förvisad (Avsnitt 2) | Förvisad (Avsnitt 2) | Förvisad (Avsnitt 2)      | Förvisad (Avsnitt 2) | Förvisad (Avsnitt 2) | Förvisad (Avsnitt 2) | Förvisad (Avsnitt 2) | Förvisad (Avsnitt 2) | Förvisad (Avsnitt 2) | Förvisad (Avsnitt 2) | Förvisad (Avsnitt 2) |                      |
| Joakim             | Anette               | "Mördad" (Avsnitt 2) | "Mördad" (Avsnitt 2) | "Mördad" (Avsnitt 2) | "Mördad" (Avsnitt 2)      | "Mördad" (Avsnitt 2) | "Mördad" (Avsnitt 2) | "Mördad" (Avsnitt 2) | "Mördad" (Avsnitt 2) | "Mördad" (Avsnitt 2) | "Mördad" (Avsnitt 2) | "Mördad" (Avsnitt 2) | "Mördad" (Avsnitt 2) |                      |
| Carl               | Filip                | Förvisad (Avsnitt 1) | Förvisad (Avsnitt 1) | Förvisad (Avsnitt 1) | Förvisad (Avsnitt 1)      | Förvisad (Avsnitt 1) | Förvisad (Avsnitt 1) | Förvisad (Avsnitt 1) | Förvisad (Avsnitt 1) | Förvisad (Avsnitt 1) | Förvisad (Avsnitt 1) | Förvisad (Avsnitt 1) | Förvisad (Avsnitt 1) |                      |
| Maria              | "Mördad" (Avsnitt 1) | "Mördad" (Avsnitt 1) | "Mördad" (Avsnitt 1) | "Mördad" (Avsnitt 1) | "Mördad" (Avsnitt 1)      | "Mördad" (Avsnitt 1) | "Mördad" (Avsnitt 1) | "Mördad" (Avsnitt 1) | "Mördad" (Avsnitt 1) | "Mördad" (Avsnitt 1) | "Mördad" (Avsnitt 1) | "Mördad" (Avsnitt 1) | "Mördad" (Avsnitt 1) |                      |

1. ↑  I början av avsnitt 5 förfördes Nadim från trogen till förrädare av Kelda och Thomas.
2. ↑  Istället för att välja ut en trogen som skulle "mördas", ombads förrädarna att ställa fyra spelare inför rätta. Nästa natt skulle bara de fyra spelarna vara aktuella för eliminering.
3. ↑  Kelda och Thomas övertalade Nadim att bli en förrädare.
4. ↑  Förrädarna lyckades få Liam att säga tre ord vilket ledde till mordet på honom.

## Säsong 3
Sänds på torsdagar från och med 24 april 2025. Även denna säsong innehåller eftersnacksprogrammet "Förrädarna – Gravkammaren", lett av första säsongsvinnaren Katia Mosally, där eliminerade deltagare och deltagare från tidigare säsonger diskuterar spelet.
| Deltagare                                       | Anslutning       | Resultat             |
| ----------------------------------------------- | ---------------- | -------------------- |
| Lena Ljungdahl Säkerhetsspecialist              | Trogen           | "Mördad" (Avsnitt 1) |
| Amie Bramme Sey Journalist                      | Förrädare        | Förvisad (Avsnitt 1) |
| Bosse Åström Mordutredare                       | Trogen           | "Mördad" (Avsnitt 2) |
| Mikaela Bley Spänningsförfattare                | Trogen           | Förvisad (Avsnitt 2) |
| Jonas Fagerström Youtuber                       | Trogen           | Förvisad (Avsnitt 3) |
| Eleonore Stokholm Yrkesmilitär & Wellness Coach | Trogen           | "Mördad" (Avsnitt 4) |
| Björn Hellberg Deckarförfattare                 | Trogen           | Förvisad (Avsnitt 4) |
| Emma Molin Skådespelerska                       | Trogen           | "Mördad" (Avsnitt 5) |
| Isa Östling Influencer                          | Förrädare        | Förvisad (Avsnitt 5) |
| Farao Groth Programledare                       | Trogen           | Förvisad (Avsnitt 6) |
| Martin Jacobson Pokervärldsmästare              | Trogen           | "Mördad" (Avsnitt 7) |
| Anders Öfvergård Programledare                  | Trogen Förrädare | Förvisad (Avsnitt 7) |
| Maria Montazami Hollywoodfru                    | Trogen           | "Mördad" (Avsnitt 8) |
| Momo Alikar Youtuber                            | Trogen           | Förvisad (Avsnitt 8) |
| Henrik Fexeus Mentalist                         | Trogen           | Förvisad (Avsnitt 8) |
| Victor De Almeida Beroendeterapeut              | Trogen           | Förvisad (Avsnitt 8) |
| Yänjaa Westgate Minnesvärldsmästare             | Trogen           | Förvisad (Avsnitt 8) |
| Sara Skyttedal Politiker                        | Förrädare        | Förvisad (Avsnitt 8) |
| Kaeli Abdi Komiker                              | Trogen           | Vinnare (Avsnitt 8)  |
| Samir Badran Artist                             | Trogen           | Vinnare (Avsnitt 8)  |

### Röstningshistorik
Anger vunnen sköld inför den kommande nattens mord. 
| Avsnitt            | Avsnitt            | 1                    | 2                    | 3                    | 4                    | 5                    | 6                    | 7                    | 8                    | 8                    | 8                    | 8                    | 8                    | 8                    | 8                    | 8                    | 8                    |
| ------------------ | ------------------ | -------------------- | -------------------- | -------------------- | -------------------- | -------------------- | -------------------- | -------------------- | -------------------- | -------------------- | -------------------- | -------------------- | -------------------- | -------------------- | -------------------- | -------------------- | -------------------- |
| Förrädarnas beslut | Förrädarnas beslut | Lena                 | Bosse                | Anders               | Eleonore             | Emma                 | Henrik               | Martin               | Maria                | Maria                | Maria                | Maria                | Maria                | Maria                | Maria                | Maria                | Maria                |
| Förrädarnas beslut | Förrädarnas beslut | Mord                 | Mord                 | Förförd              | Inför rätta          | Mord                 | Förförd              | Mord                 | Mord                 | Mord                 | Mord                 | Mord                 | Mord                 | Mord                 | Mord                 | Mord                 | Mord                 |
| Förvisning         | Förvisning         | Amie                 | Mikaela              | Jonas                | Björn                | Isa                  | Farao                | Anders               | Momo                 | Henrik               | Victor               | Förvisa              | Lika                 | Yänjaa               | Förvisa              | Sara                 | Ingen                |
| Röster             | Röster             | 8-4-2-2-1-1-1        | 14-1-1-1             | 6-5-3-1-1            | 6-4-4                | 8-3-1                | 7-5                  | 9-1                  | 6-1                  | 3-1-1-1              | 4-1                  | 3-1                  | 2-2                  | 3-0                  | 1-1                  | 2-1                  | Ingen                |
|                    | Kaeli              | Amie                 | Farao                | Jonas                | Björn                | Farao                | Farao                | Anders               | Momo                 | Henrik               | Victor               | Förvisa              | Yänjaa               | Yänjaa               | Förvisa              | Sara                 | Vinnare              |
| Samir              | Maria              | Mikaela              | Jonas                | Yänjaa               | Isa                  | Farao                | Anders               | Momo                 | Yänjaa               | Victor               | End game             | Yänjaa               | Yänjaa               | ?                    | Sara                 |                      | Vinnare              |
|                    | Sara               | Mikaela              | Mikaela              | Emma                 | Isa                  | Isa                  | Farao                | Anders               | Momo                 | Henrik               | Victor               | End game             | Samir                | Yänjaa               | End game             | Samir                | Förvisad (Avsnitt 8) |
|                    | Yänjaa             | Farao                | Mikaela              | Jonas                | Björn                | Isa                  | Anders               | Anders               | Momo                 | Henrik               | Victor               | End game             | Samir                | Ingen                | Förvisad (Avsnitt 8) | Förvisad (Avsnitt 8) | Förvisad (Avsnitt 8) |
| Victor             | Amie               | Mikaela              | Jonas                | Isa                  | Isa                  | Anders               | Anders               | Momo                 | Sara                 | Yänjaa               | Förvisad (Avsnitt 8) | Förvisad (Avsnitt 8) | Förvisad (Avsnitt 8) | Förvisad (Avsnitt 8) | Förvisad (Avsnitt 8) | Förvisad (Avsnitt 8) |                      |
| Henrik             | Martin             | Mikaela              | Isa                  | Björn                | Isa                  | Farao                | Anders               | Momo                 | Victor               | Förvisad (Avsnitt 8) | Förvisad (Avsnitt 8) | Förvisad (Avsnitt 8) | Förvisad (Avsnitt 8) | Förvisad (Avsnitt 8) | Förvisad (Avsnitt 8) | Förvisad (Avsnitt 8) |                      |
| Momo               | Emma               | Mikaela              | Farao                | Yänjaa               | Isa                  | Farao                | Anders               | Victor               | Förvisad (Avsnitt 8) | Förvisad (Avsnitt 8) | Förvisad (Avsnitt 8) | Förvisad (Avsnitt 8) | Förvisad (Avsnitt 8) | Förvisad (Avsnitt 8) | Förvisad (Avsnitt 8) | Förvisad (Avsnitt 8) |                      |
| Maria              | Amie               | Mikaela              | Isa                  | Yänjaa               | Yänjaa               | Anders               | Anders               | "Mördad" (Avsnitt 8) | "Mördad" (Avsnitt 8) | "Mördad" (Avsnitt 8) | "Mördad" (Avsnitt 8) | "Mördad" (Avsnitt 8) | "Mördad" (Avsnitt 8) | "Mördad" (Avsnitt 8) | "Mördad" (Avsnitt 8) | "Mördad" (Avsnitt 8) |                      |
|                    | Anders             | Amie                 | Mikaela              | Jonas                | Björn                | Isa                  | Farao                | Momo                 | Förvisad (Avsnitt 7) | Förvisad (Avsnitt 7) | Förvisad (Avsnitt 7) | Förvisad (Avsnitt 7) | Förvisad (Avsnitt 7) | Förvisad (Avsnitt 7) | Förvisad (Avsnitt 7) | Förvisad (Avsnitt 7) | Förvisad (Avsnitt 7) |
|                    | Martin             | Maria                | Mikaela              | Isa                  | Isa                  | Isa                  | Anders               | "Mördad" (Avsnitt 7) | "Mördad" (Avsnitt 7) | "Mördad" (Avsnitt 7) | "Mördad" (Avsnitt 7) | "Mördad" (Avsnitt 7) | "Mördad" (Avsnitt 7) | "Mördad" (Avsnitt 7) | "Mördad" (Avsnitt 7) | "Mördad" (Avsnitt 7) | "Mördad" (Avsnitt 7) |
| Farao              | Amie               | Mikaela              | Isa                  | Björn                | Yänjaa               | Anders               | Förvisad (Avsnitt 6) | Förvisad (Avsnitt 6) | Förvisad (Avsnitt 6) | Förvisad (Avsnitt 6) | Förvisad (Avsnitt 6) | Förvisad (Avsnitt 6) | Förvisad (Avsnitt 6) | Förvisad (Avsnitt 6) | Förvisad (Avsnitt 6) | Förvisad (Avsnitt 6) |                      |
|                    | Isa                | Amie                 | Mikaela              | Martin               | Yänjaa               | Yänjaa               | Förvisad (Avsnitt 5) | Förvisad (Avsnitt 5) | Förvisad (Avsnitt 5) | Förvisad (Avsnitt 5) | Förvisad (Avsnitt 5) | Förvisad (Avsnitt 5) | Förvisad (Avsnitt 5) | Förvisad (Avsnitt 5) | Förvisad (Avsnitt 5) | Förvisad (Avsnitt 5) | Förvisad (Avsnitt 5) |
|                    | Emma               | Maria                | Mikaela              | Isa                  | Björn                | "Mördad" (Avsnitt 5) | "Mördad" (Avsnitt 5) | "Mördad" (Avsnitt 5) | "Mördad" (Avsnitt 5) | "Mördad" (Avsnitt 5) | "Mördad" (Avsnitt 5) | "Mördad" (Avsnitt 5) | "Mördad" (Avsnitt 5) | "Mördad" (Avsnitt 5) | "Mördad" (Avsnitt 5) | "Mördad" (Avsnitt 5) | "Mördad" (Avsnitt 5) |
| Björn              | Jonas              | Isa                  | Martin               | Isa                  | Förvisad (Avsnitt 4) | Förvisad (Avsnitt 4) | Förvisad (Avsnitt 4) | Förvisad (Avsnitt 4) | Förvisad (Avsnitt 4) | Förvisad (Avsnitt 4) | Förvisad (Avsnitt 4) | Förvisad (Avsnitt 4) | Förvisad (Avsnitt 4) | Förvisad (Avsnitt 4) | Förvisad (Avsnitt 4) | Förvisad (Avsnitt 4) |                      |
| Eleonore           | Amie               | Mikaela              | Jonas                | "Mördad" (Avsnitt 4) | "Mördad" (Avsnitt 4) | "Mördad" (Avsnitt 4) | "Mördad" (Avsnitt 4) | "Mördad" (Avsnitt 4) | "Mördad" (Avsnitt 4) | "Mördad" (Avsnitt 4) | "Mördad" (Avsnitt 4) | "Mördad" (Avsnitt 4) | "Mördad" (Avsnitt 4) | "Mördad" (Avsnitt 4) | "Mördad" (Avsnitt 4) | "Mördad" (Avsnitt 4) |                      |
| Jonas              | Maria              | Mikaela              | Martin               | Förvisad (Avsnitt 3) | Förvisad (Avsnitt 3) | Förvisad (Avsnitt 3) | Förvisad (Avsnitt 3) | Förvisad (Avsnitt 3) | Förvisad (Avsnitt 3) | Förvisad (Avsnitt 3) | Förvisad (Avsnitt 3) | Förvisad (Avsnitt 3) | Förvisad (Avsnitt 3) | Förvisad (Avsnitt 3) | Förvisad (Avsnitt 3) | Förvisad (Avsnitt 3) |                      |
| Mikaela            | Amie               | Emma                 | Förvisad (Avsnitt 2) | Förvisad (Avsnitt 2) | Förvisad (Avsnitt 2) | Förvisad (Avsnitt 2) | Förvisad (Avsnitt 2) | Förvisad (Avsnitt 2) | Förvisad (Avsnitt 2) | Förvisad (Avsnitt 2) | Förvisad (Avsnitt 2) | Förvisad (Avsnitt 2) | Förvisad (Avsnitt 2) | Förvisad (Avsnitt 2) | Förvisad (Avsnitt 2) | Förvisad (Avsnitt 2) |                      |
| Bosse              | Farao              | "Mördad" (Avsnitt 2) | "Mördad" (Avsnitt 2) | "Mördad" (Avsnitt 2) | "Mördad" (Avsnitt 2) | "Mördad" (Avsnitt 2) | "Mördad" (Avsnitt 2) | "Mördad" (Avsnitt 2) | "Mördad" (Avsnitt 2) | "Mördad" (Avsnitt 2) | "Mördad" (Avsnitt 2) | "Mördad" (Avsnitt 2) | "Mördad" (Avsnitt 2) | "Mördad" (Avsnitt 2) | "Mördad" (Avsnitt 2) | "Mördad" (Avsnitt 2) |                      |
|                    | Amie               | Martin               | Förvisad (Avsnitt 1) | Förvisad (Avsnitt 1) | Förvisad (Avsnitt 1) | Förvisad (Avsnitt 1) | Förvisad (Avsnitt 1) | Förvisad (Avsnitt 1) | Förvisad (Avsnitt 1) | Förvisad (Avsnitt 1) | Förvisad (Avsnitt 1) | Förvisad (Avsnitt 1) | Förvisad (Avsnitt 1) | Förvisad (Avsnitt 1) | Förvisad (Avsnitt 1) | Förvisad (Avsnitt 1) | Förvisad (Avsnitt 1) |
|                    | Lena               | "Mördad" (Avsnitt 1) | "Mördad" (Avsnitt 1) | "Mördad" (Avsnitt 1) | "Mördad" (Avsnitt 1) | "Mördad" (Avsnitt 1) | "Mördad" (Avsnitt 1) | "Mördad" (Avsnitt 1) | "Mördad" (Avsnitt 1) | "Mördad" (Avsnitt 1) | "Mördad" (Avsnitt 1) | "Mördad" (Avsnitt 1) | "Mördad" (Avsnitt 1) | "Mördad" (Avsnitt 1) | "Mördad" (Avsnitt 1) | "Mördad" (Avsnitt 1) | "Mördad" (Avsnitt 1) |

1. ↑  I början av avsnitt 3 förfördes Anders från trogen till förrädare av Sara och Isa.
2. ↑  Sara och Isa rekryterade Anders till att bli förrädare.
3. ↑  Istället för att välja ut en trogen som skulle "mördas", ombads förrädarna att ställa fyra spelare inför rätta. Nästa natt skulle bara de fyra spelarna vara aktuella för eliminering.
4. ↑  Sara och Anders försökte rekrytera Henrik till att bli förrädare. Henrik tackade dock nej.
5. ↑  Under tävlingen vann Anders en dubbelröst till runda bordet
6. ↑  Under tävlingen vann Henrik en dubbelröst till runda bordet